# Krummenau SG
| SG ist das Kürzel für den Kanton St. Gallen in der Schweiz. Es wird verwendet, um Verwechslungen mit anderen Einträgen des Namens Krummenau zu vermeiden. |

Krummenau ist eine Ortschaft in der politischen Gemeinde Nesslau im Toggenburg im Kanton St. Gallen in der Schweiz.
1803 bis 2004 bildete Krummenau eine eigenständige politische Gemeinde, die sich 2005 mit der früheren Gemeinde Nesslau zu Nesslau-Krummenau zusammenschloss.  Seit der Fusion Nesslau-Krummenaus mit Stein im Jahr 2013 ist Krummenau Teil der neuen Gemeinde Nesslau. Am 1. Juli 2022 hatte die Ortschaft Krummenau 687 Einwohner.

## Geographie
Auf der rechten Thurseite gelegen, reichte das Gemeindeterritorium Krummenaus von der Silberplatten im Säntismassiv über die Passhöhe der Schwägalp bis in den Raum Mistelegg. Es umschloss das Schlatt, eine Exklave von Nesslau, und umfasste die Dörfer Krummenau, Neu St. Johann und Ennetbühl sowie die Aussengebiete Aemelsberg und Beieregg.

## Geschichte
Der Ort wurde 1266 als Crumbenow erstmals urkundlich erwähnt. Das Gebiet wurde im 12. Jahrhundert durch Hofjünger der Grafen von Toggenburg und Gotteshausleute der Abtei St. Gallen kolonisiert. Aemelsberg, Sidwald und Ennetbühl waren gräfliche Lehen. 1468 gelangten Güter und Rechte durch Kauf in den Besitz der Fürstabtei St. Gallen, die alle Gebiete dem Gericht Thurtal zuwies. Ab dem 16. Jahrhundert entwickelte sich Sidwald (Neu St. Johann) zum Vieh- und Warenmarkt.

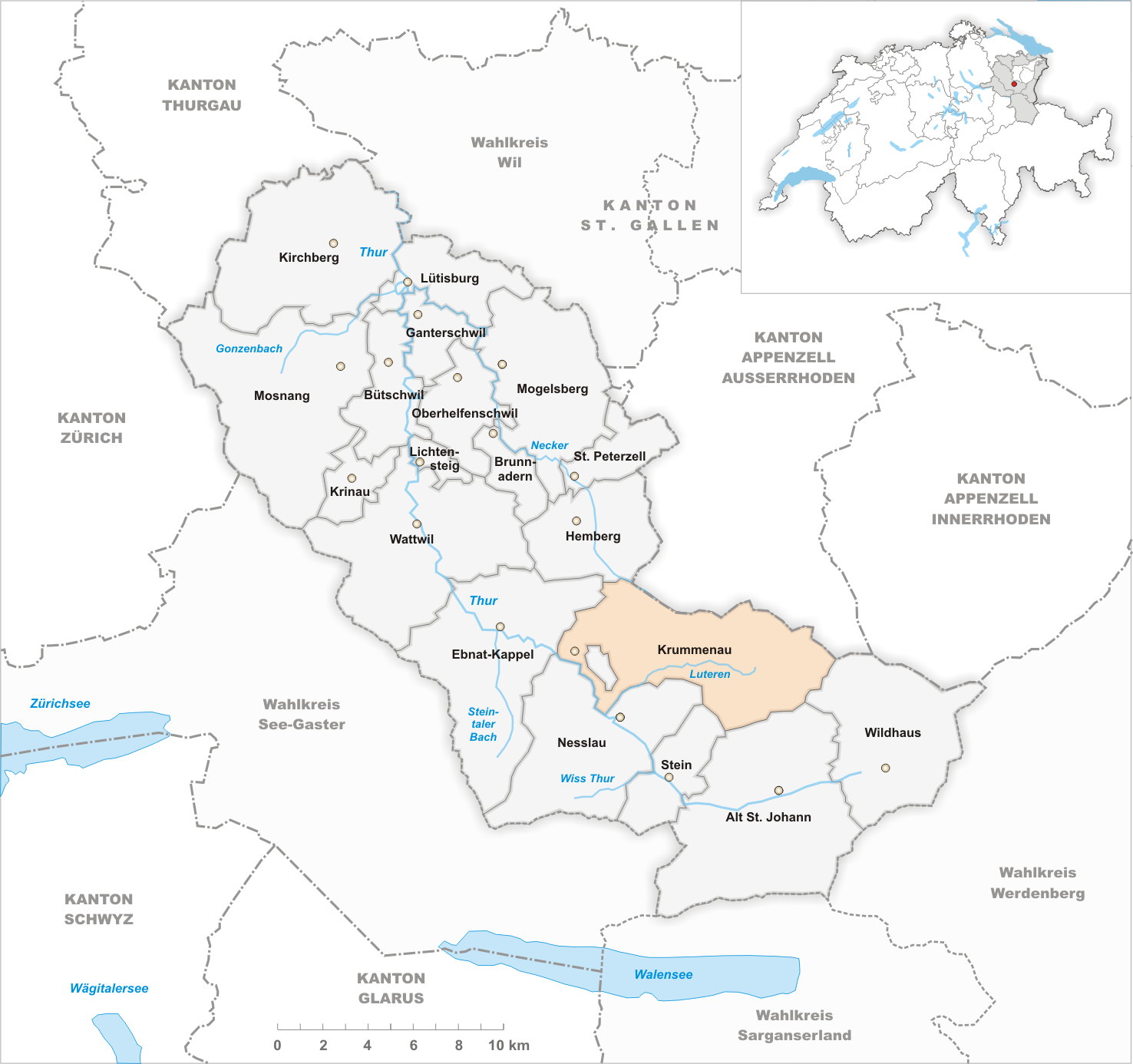
Gemeindestand vor der Fusion im Jahr 2005

Die von Wattwil aus versorgte Kirche im Dorf Krummenau ist 1260 bezeugt. Seit 1437 bildet Krummenau eine eigene Pfarrei. Die Reformation wurde 1524 bis 1528 eingeführt. Fürstabt Bernhard Müller liess 1622 in der reformierten Kirche Krummenau einen Altar für die Katholiken errichten (Kirchensimultaneum). Nach einem Brand 1626 wurde das Benediktinerkloster St. Johann, seit 1555 ein Priorat der Fürstabtei, nach Sidwald verlegt, für das sich in der Folge der Name Neu St. Johann (in Abgrenzung zum früheren Standort Alt St. Johann) einbürgerte. Jodokus Metzler und Pietro Andreota konzipierten die Anlage, ein wichtiges Bindeglied zwischen nachgotischer und frühbarocker Architektur; Alberto Barbieri setzte sie fort, und Daniel Glattburger vollendete sie 1680.
Nach der Aufhebung des Priorats als Folge der Säkularisation der Fürstabtei St. Gallen wurden die Klosterkirche und ein Teil der Konventsgebäude 1806 der neu eingerichteten Pfarrei St. Johann übergeben, welche die Katholiken der politischen Gemeinden Krummenau und Nesslau vereinte. Die Konventsgebäude dienen heute unter dem Namen Johanneum als heilpädagogisches Zentrum. Die Reformierten Ennetbühls waren teils nach Krummenau und teils nach Nesslau kirchgenössig, bis 1755 eine eigene Kirchgemeinde gegründet wurde.
Die bei Ennetbühl gelegene Schwefelquelle Rietbad war schon im Mittelalter bekannt. Krummenau und Nesslau verfügen seit 1912 über einen Bahnanschluss. Milch- und Viehwirtschaft, kleinere Textilbetriebe (Buntweberei), Gewerbe und Tourismus bestimmen die wirtschaftliche Struktur. Die Naturbrücke über die Thur brach 1976 ein.

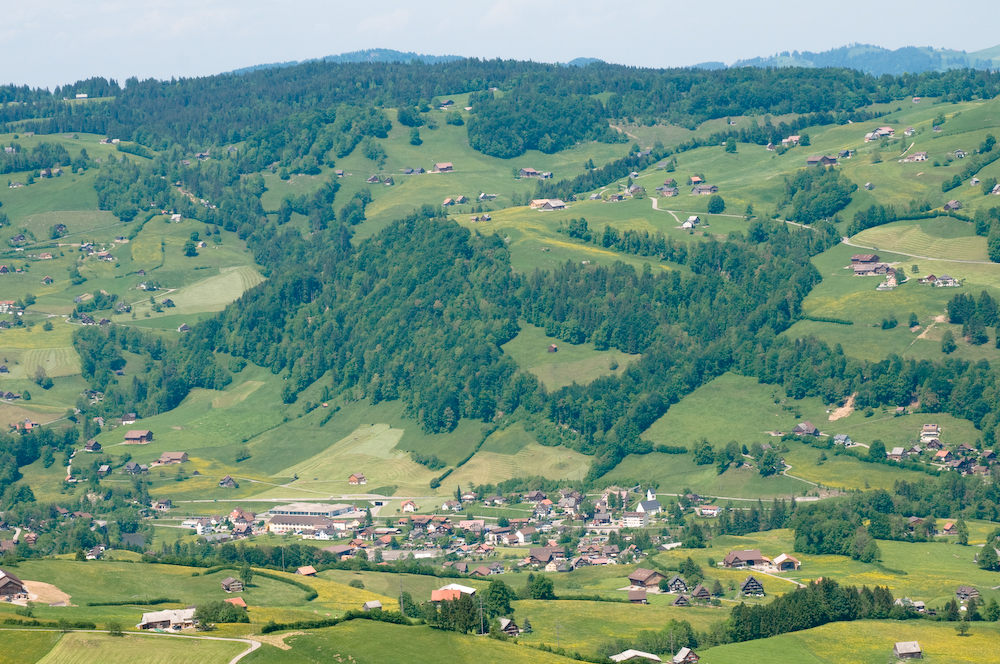
Dorf Krummenau
Krummenau um 1870
Bahnhof und Dorfteil Trempel in einem Luftbild von Walter Mittelholzer zwischen 1918 und 1937
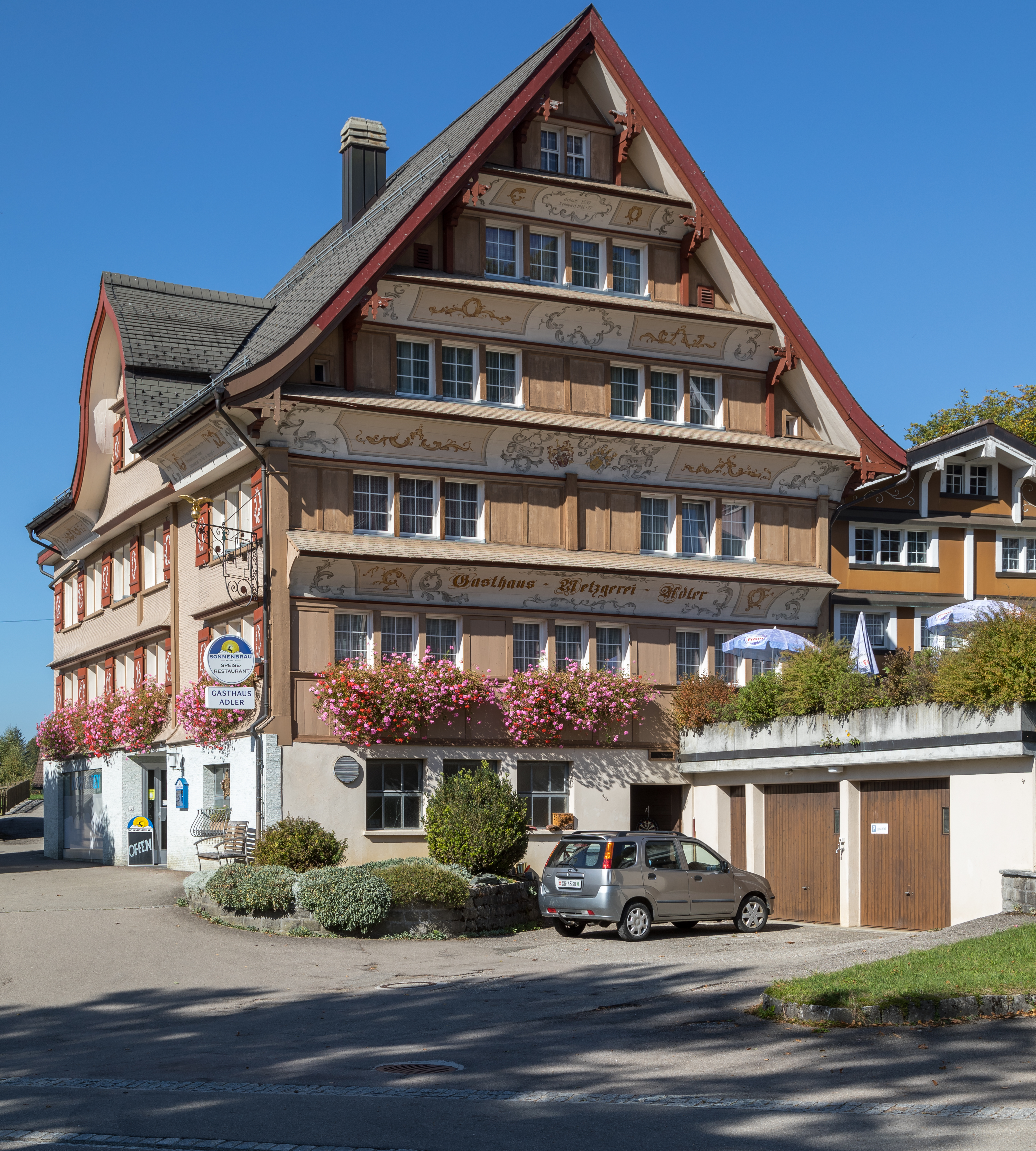
Gasthaus und Metzgerei «Adler»
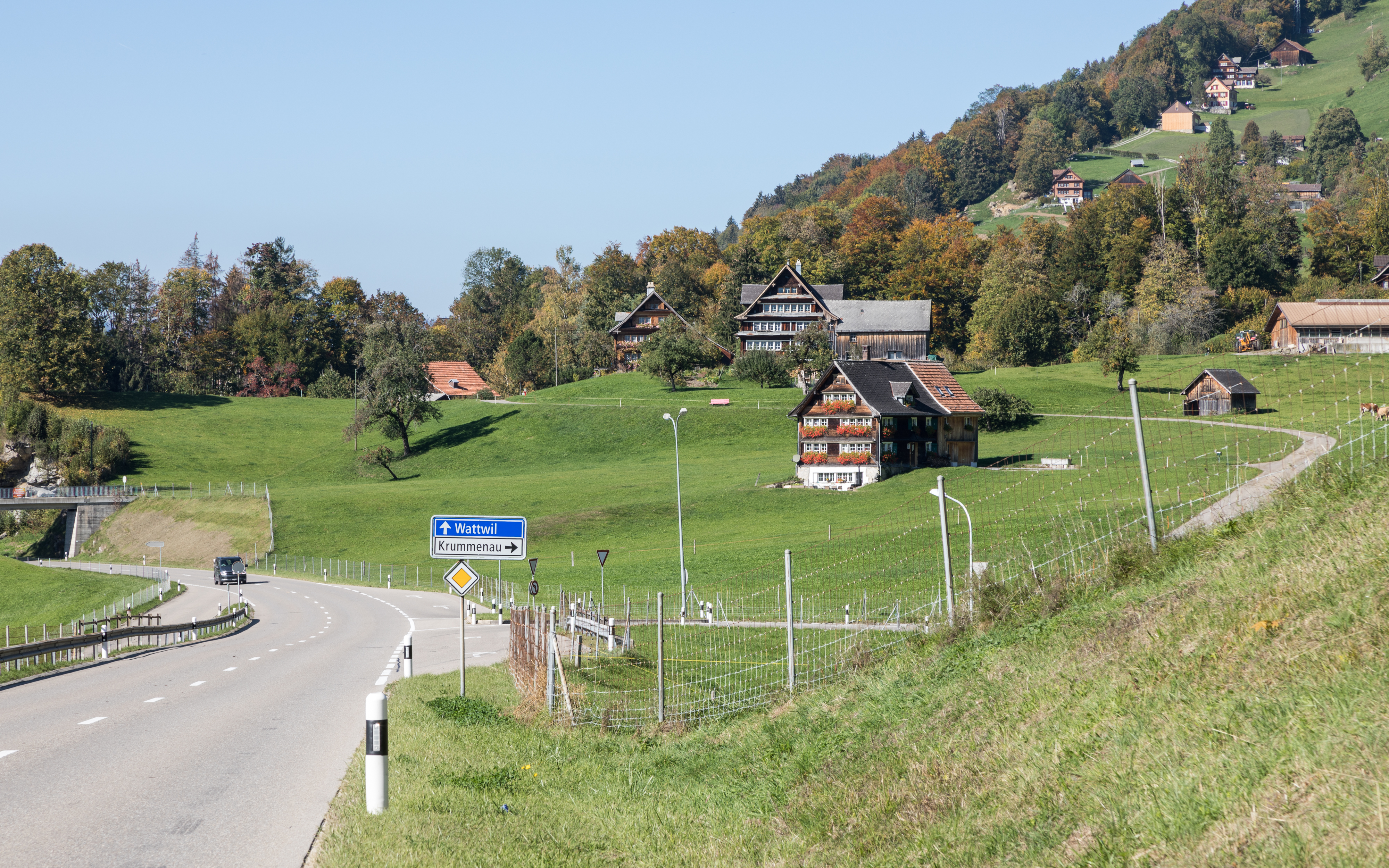
Hauptstrasse 16 bei Krummenau
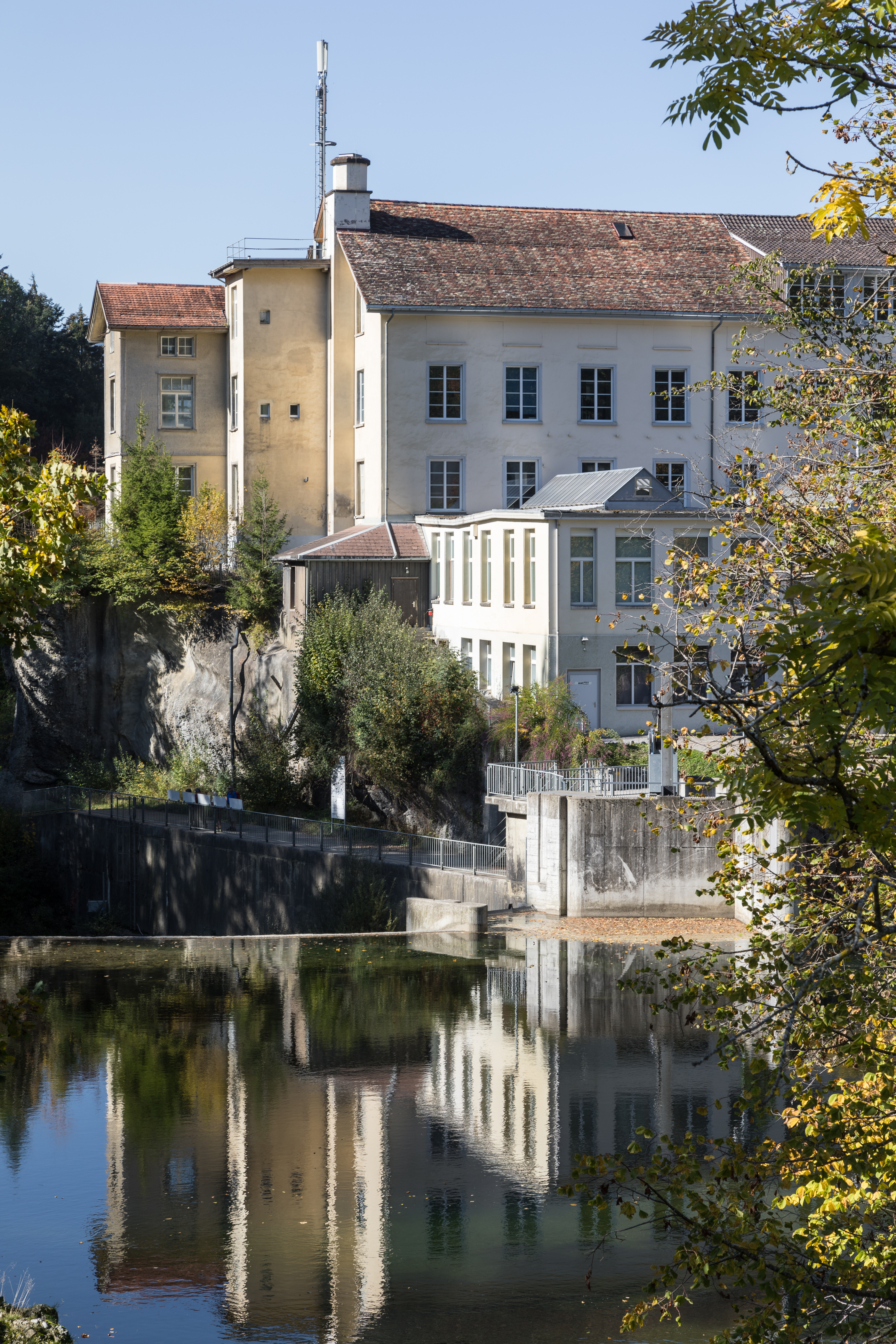
Wasserkraftwerk Trempel bei Krummenau, aber bereits auf dem Gemeindegebiet von Ebnat-Kappel
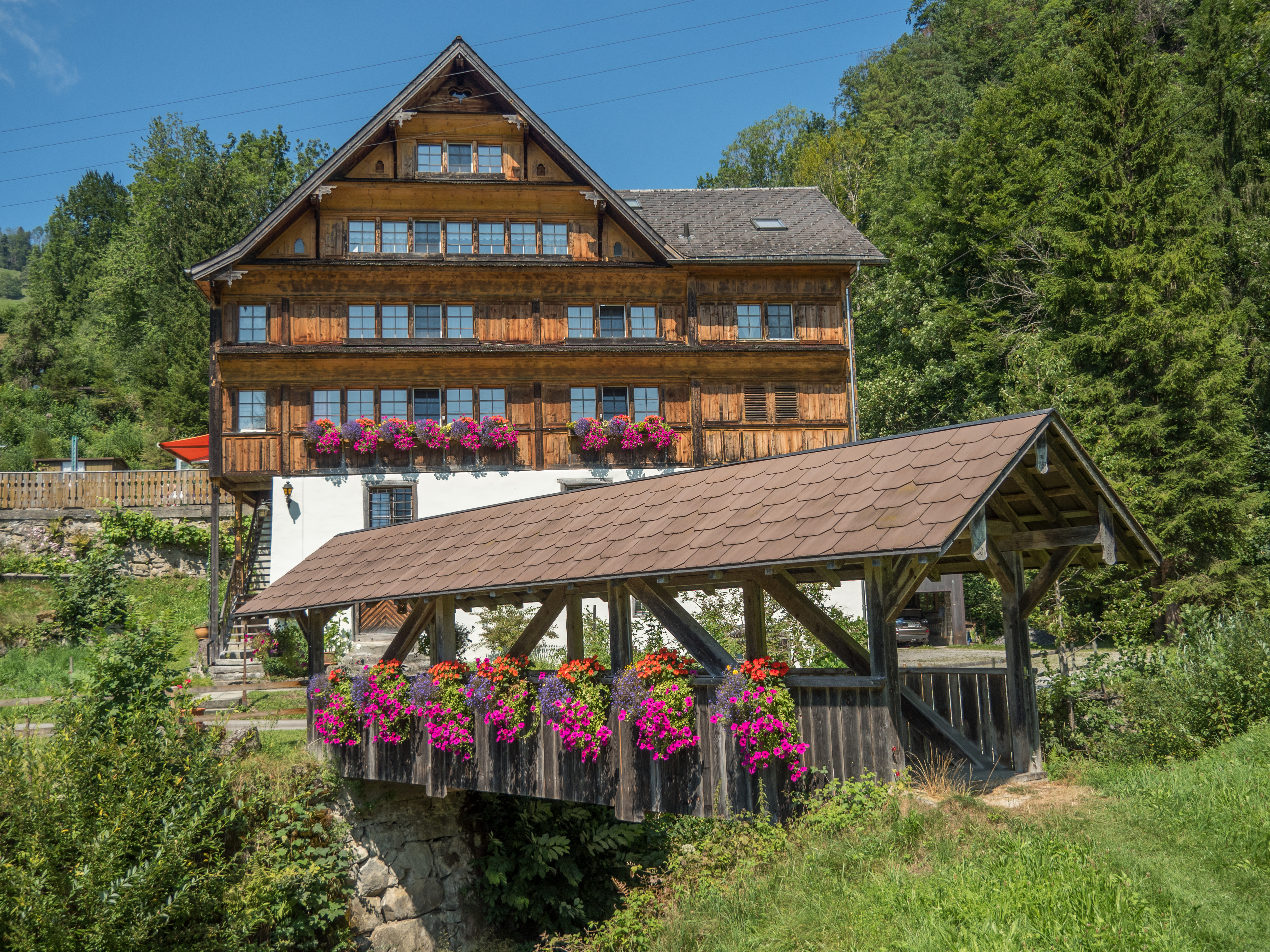
Gedeckte Holzbrücke Lütismühle über den Lütisbach, erstellt 2008

## Bevölkerung
| Hier fehlt eine Grafik, die leider im Moment aus technischen Gründen nicht angezeigt werden kann. Wir arbeiten daran! |

## Verkehr
Krummenau liegt an der Hauptstrasse 16 Wil–Wildhaus–Buchs und hat einen Bahnhof an der Bahnstrecke Wattwil–Nesslau-Neu St. Johann der Südostbahn.
Die Sesselbahn Krummenau–Wolzenalp befindet sich auf der linken Seite der Thur und war somit immer auf Nesslauer Gemeindegebiet.

## Persönlichkeiten
- Gallus August Suter (1829–1901), Jurist und Politiker